# AI Not So Different
『AI Not So Different』（アイ・ノット・ソー・ディフェレント）はJFN系列で放送のラジオ番組。2021年10月1日より放送開始（放送基準日に則ったもので、放送局により放送日は異なる）。パーソナリティーは歌手のAI。

## 概要
AIの曲がタイトルになっているAIの冠ラジオ番組。番組名である「Not So Different」は、2020年11月にリリースしたAIの楽曲タイトルであり、「One Young World Japan」のテーマソングにもなっている。。番組では、AIが英語と鹿児島弁と交えながら自身の曲をオンエアしたり、電話でリスナーに人生相談をしたりと、自由な形で番組は構成されている。久しぶりのレギュラーラジオ番組に、「ラジオは、自分にとって一番自由になれる時間。気持ちの発散にもなるし、こんなに楽しいことはない！」と語っている。

## コーナー
ふつうのおたより
番組の感想、AIに聴きたいこと、AIに伝えたいことなど、AIにリスナーからのメールに応えていく。
お悩み相談
恋愛、人生、子供に関する悩みも紹介する。
MUSIC AIbraly（ミュージック アイブラリー）
「こんな時、どんな曲聞くの？」、シチュエーションや、場所、エピソードについてのメッセージにAIの脳内ライブラリーから選曲する。
なんでもベスト3
AIに聞きたいベスト3と、リスナーのベスト3をセットで投稿。AIが自身の考えとリスナーの考えを共有するコーナー。
あなたのおうちのわっぜ飯！
リスナーの家で食べられている変わったご飯を紹介。「わっぜ飯」とは、鹿児島弁で『とても美味しい』という意味。
AI DREAM グルメツアー
AIが、ツアーが開催される地域のスイーツや楽屋で食べられる名物を送ってもらうコーナー。

## ネット局
2022年6月現在。放送時間の早い順から記載。全局、「radiko」・「radiko.jpプレミアム」で聴取可能。
★印は、放送スタート時のネット局を示す。
| 放送対象地域 | 放送局名                                    | 放送時間               | 備考                     |
| ------------ | ------------------------------------------- | ---------------------- | ------------------------ |
| 熊本県       | エフエム熊本（FMK）                         | 毎週金曜 11:30 - 11:55 |                          |
| 宮城県       | エフエム仙台（Date fm）                     | 毎週金曜 19:00 - 19:30 |                          |
| 栃木県       | エフエム栃木 (RADIOBERRY)★                  | 毎週金曜 19:00 - 19:30 |                          |
| 大阪府       | エフエム大阪（FM大阪）★                     | 毎週金曜 19:30 - 20:00 |                          |
| 青森県       | エフエム青森（AFB）★                        | 毎週金曜 20:30 - 20:55 |                          |
| 福井県       | 福井エフエム放送（FM福井）                  | 毎週金曜 20:30 - 20:55 |                          |
| 鹿児島県     | エフエム鹿児島（μFM）★                      | 毎週金曜 21:00 - 21:30 | パーソナリティーの出身地 |
| 新潟県       | エフエムラジオ新潟（FM-NIIGATA）            | 毎週土曜 9:00 - 9:25   |                          |
| 大分県       | エフエム大分（Air-Radio FM88）★             | 毎週土曜 9:00 - 9:25   |                          |
| [ 注 1 ]     | interfm（特別加盟局）★                      | 毎週土曜 19:00 - 19:30 |                          |
| 石川県       | エフエム石川（HELLO FIVE）                  | 毎週土曜 20:00 - 20:30 |                          |
| 兵庫県       | 兵庫エフエム放送（Kiss FM KOBE）★           | 毎週土曜 25:30 - 25:55 |                          |
| 岐阜県       | エフエム岐阜（FM GIFU）★                    | 毎週日曜 18:30 - 18:55 |                          |
| 佐賀県       | エフエム佐賀（FMS）★                        | 毎週日曜 18:30 - 18:55 |                          |
| 富山県       | 富山エフエム放送（FMとやま）                | 毎週日曜 24:30 - 25:00 |                          |
| 香川県       | エフエム香川（FM香川）★                     | 毎週日曜 25:30 - 26:00 |                          |
| 山口県       | エフエム山口（FMY）★                        | 毎週月曜 20:30 - 21:00 |                          |
| 長崎県       | エフエム長崎（FM Nagasaki）★                | 毎週月曜 21:00 - 21:30 |                          |
| 宮崎県       | エフエム宮崎（JOY FM）★                     | 毎週火曜 21:00 - 21:30 |                          |
| 高知県       | エフエム高知（Hi-Six）★                     | 毎週火曜 21:00 - 21:30 |                          |
| 岩手県       | エフエム岩手（FM IWATE）★                   | 毎週水曜 19:25 - 19:55 |                          |
| 愛知県       | エフエム愛知（FM AICHI）★                   | 毎週水曜 19:30 - 19:55 |                          |
| 福島県       | エフエム福島（ふくしまFM）                  | 毎週水曜 20:00 - 20:30 |                          |
| 徳島県       | エフエム徳島（FM TOKUSHIMA）★               | 毎週水曜 21:30 - 22:55 |                          |
| 滋賀県       | エフエム滋賀（e-radio）★                    | 毎週木曜 20:00 - 20:30 |                          |
| 三重県       | 三重エフエム放送（レディオキューブ FM三重） | 毎週木曜 20:00 - 20:30 |                          |
| 群馬県       | エフエム群馬（FM GUNMA）★                   | 毎週木曜 20:30 - 20:55 |                          |